# Chenopodium chenopodioides
Chenopodium chenopodioides é uma espécie de planta com flor pertencente à família Chenopodiaceae. 
A autoridade científica da espécie é (L.) Aellen, tendo sido publicada em Ostenia 98. 1933.

## Portugal
Trata-se de uma espécie presente no território português, nomeadamente em Portugal Continental.
Em termos de naturalidade é nativa da região atrás indicada.

## Protecção
Não se encontra protegida por legislação portuguesa ou da Comunidade Europeia.